# 阿夫里耶
阿夫里耶（法語：Avrillé，法語發音：[avʁije] ⓘ）是法国曼恩-卢瓦尔省的一个市镇，位于该省中部，昂热市区西北，属于昂热区。昂热有轨电车A线的北侧起点站位于阿夫里耶境内。

## 地理
阿夫里耶（47°30'25"N, 0°35'20"W）面积15.84 平方千米，位于法国卢瓦尔河地区大区曼恩-卢瓦尔省，该省份为法国西部内陆省份，大致对应安茹地区，北起顺时针与马耶讷省、萨尔特省、安德尔-卢瓦尔省、维埃纳省、德塞夫勒省、旺代省、大西洋卢瓦尔省和伊勒-维莱讷省接壤。
与阿夫里耶接壤的市镇（或旧市镇、城区）包括：蒙特勒伊-瑞涅、康特奈-埃皮纳尔、昂热、博库泽、安茹地区隆格内。
阿夫里耶的时区为UTC+01:00、UTC+02:00（夏令时）。

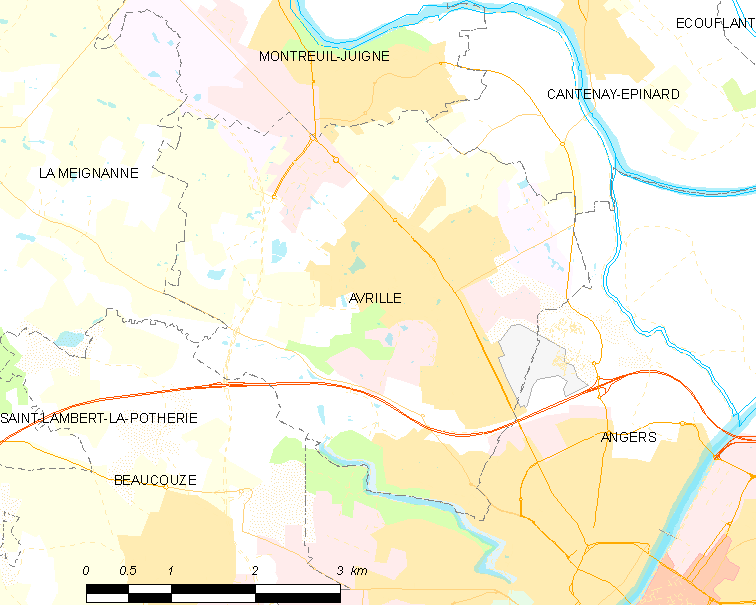
阿夫里耶的OSM定位图

## 行政
阿夫里耶的邮政编码为49240，INSEE市镇编码为49015。

## 政治
阿夫里耶所属的省级选区为昂热第四县。

## 人口

1962-2008年间阿夫里耶人口变化图示

阿夫里耶于2022年1月1日时的人口数量为15225人。